# Oratorio di Santo Stefano protomartire

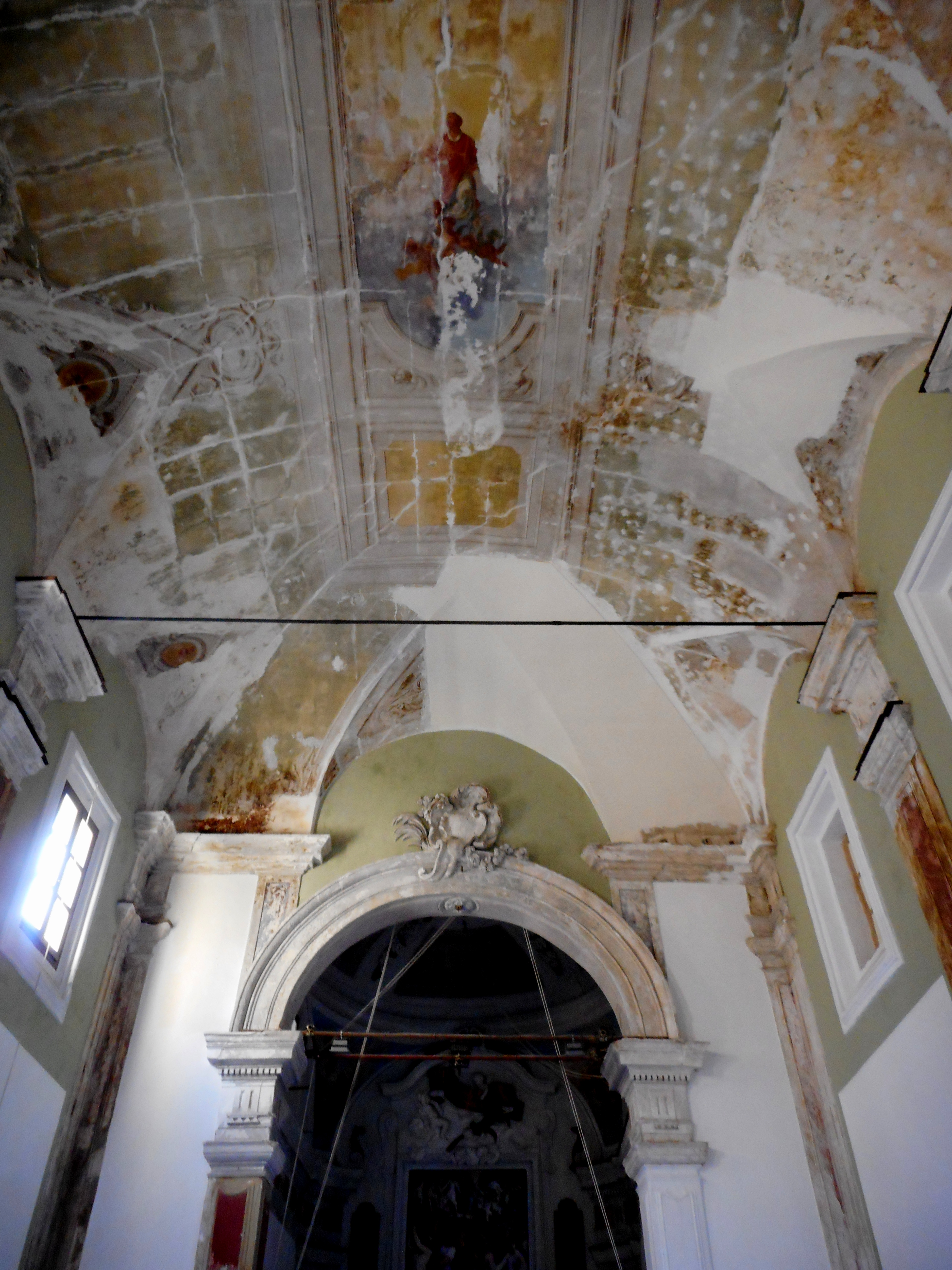
Innenraum

Das Oratorio di Santo Stefano protomartire ist ein Kirchengebäude des Barock in Palermo.
Die 1580 aus der Kirche Santo Stefano del Piano hervorgegangene Bruderschaft „Confraternita di Santo Stefano“ erwarb 1600 ein Grundstück zur Errichtung eines Oratoriums an der Piazza Monte di Pietà. 
Nach Beschädigungen durch ein Erdbeben im Jahr 1726 wurde es vom Architekten Francesco Firrigno in spätbarockem Stil wiederhergestellt.
Nach einem tonnengewölbten Atrium gelangt man ins Oratorium. Die Wände sind durch aufgemalte Pilaster gegliedert. Die Lünetten des Tonnengewölbes sind mit Fresken versehen, die Szenen aus dem Leben des Heiligen Stephanus wiedergeben. 
Im Presbyterium befinden sich zwei Stuckskulpturen, die Giacomo Serpotta zugeschrieben werden.
In der Sakristei ist die bemalte Decke erwähnenswert.